# Marginaster capreensis
Marginaster capreensis är en sjöstjärneart som först beskrevs av Gasco 1876.  Marginaster capreensis ingår i släktet Marginaster och familjen kuddsjöstjärnor. Inga underarter finns listade i Catalogue of Life.